# Ветер времени
«Ветер времени» — исторический роман русского писателя Дмитрия Балашова, впервые изданный в 1987 году, часть цикла «Государи Московские». Рассказывает об эпохе правления в Москве Ивана Красного.

## Сюжет и оценки
Действие романа происходит в 1353—1364 годах. Это время правления в Москве и Владимире Ивана Красного, а затем — борьбы за великий стол между малолетним сыном Ивана Дмитрием и Дмитрием Константиновичем Суздальским. Один из центральных персонажей — вымышленный герой Никита Фёдоров, слуга Вельяминовых, который переходит на службу к их врагу Алексею Петровичу Хвосту, чтобы убить его. В награду он получает руку вельяминовской родственницы Настасьи Никитишны, в которую давно был влюблён.
Балашов описывает и события, происходящие в соседних странах: начало Великой замятни в Золотой орде, упадок Византийской империи, проявившийся в борьбе за власть между Палеологами и Кантакузинами, усиление Литвы во главе с Ольгердом и Кейстутом. Московскую Русь, по мнению автора, спасли в критический момент митрополит Алексий и Сергий Радонежский.
Рецензенты отмечают, что в «Ветре времени», опубликованном в 1987 году, Балашов впервые начинает напрямую соотносить изображаемые им события с современностью. В тексте появляются публицистические отступления, раздумья автора о судьбе Советского Союза.